# Panda Petit Panda : Le Cirque sous la pluie
Panda Petit Panda : Le Cirque sous la pluie (パンダ・コパンダ 雨ふりサーカスの巻, Panda Kopanda: Amefuri Circus no Maki) est un film d'animation japonais réalisé par Isao Takahata, sorti en 1973.
Ce film est la suite de Panda Petit Panda (1972). Il sort le même jour qu'un autre film d'animation avec un panda, Les Aventures de Panda, produit par Toei Animation et réalisé par Yugo Serikawa.

## Synopsis
Un bébé tigre échappé d'un cirque de passage s'introduit dans la maison de Mimiko en son absence et s'installe chez lui. Mais les propriétaires du cirque sont à sa recherche, et sa mère y est par ailleurs toujours enfermée.
On retrouve en outre une parodie du conte des Trois Ours lorsque les pandas et Mimiko rentrent chez eux, et que le plus petit découvre qu'on a mangé dans son assiette et dormi dans son lit.

## Fiche technique
- Titre français du film : Panda Petit Panda : Le Cirque sous la pluie
- Titre original du film : パンダ・コパンダ 雨降りサーカスの巻 (Panda-Kopanda: Amefuri Circus no Maki)
- Auteur : Hayao Miyazaki
- Directeur de l'animation : Yōichi Kotabe, Yasuo Ōtsuka
- Directeur artistique : Shichirô Kobayashi
- Musique : Masahiko Sato
- Animation : Tamayo Hirata, Seiji Arihara, Michiyo Yamada , Hiroshi Fukutomi , HaruTakashi Kenji, Megumi Ueno, Shinichi Otake, Takao Horie, Satoshi Oshima, Tomoko Tanaka, Mariko Murata, Kazunori Tanahashi, Michiko Tanahashi, Fukuhara Kenfushi, Yumiko Suda , Chiba Masako, Shinohara six
  - Animation clés : Hideo Kawachi, Yoshifumi Kondo , Tomekichi Takeuchi, Hidekazu Nakamura , Yusan Aoki , Toshiyuki Honda , Motoki Hisatoshi, Yasuo Otsuka, Hayao Miyazaki, Yoichi Kotabe, Koichi Murata , Shunji Saita, Norio Yazawa, Hiroshi Kanazawa
- Développement : Laboratoire Tokyo
- Édition : Kazuo Inoue
- Enregistrement : Atsushimi Tashiro
- Technologie : studio Shinzaka
- Effets : Ishida Sound Group
- Assistant de production : Yoshifusa Sanada, Hiroshi Murakami
- Directeur adjoint : Tetsuo Kumazaki
- Directeur de finition : Hiroko Yamaura
- Réalisation : Isao Takahata
- Coopération dans la production : A production
- Production : TMS Entertainment
- Thème : chanson "Mimi et Panda Kopanda": Ado Mizumori
- Dates de sortie :
  - Japon : 13 mars 1973
  - France : 14 octobre 2009 (les deux films ont été réunis)

## Distribution

### Voix originales japonaises
- Kazuko Sugiyama : Mimiko
- Kazuo Kumakura : Papanda
- Yoshiko Ohta : Pan-chan, tigre
- Fumio Wada : Directeur du cirque
- Yasuo Yamada : Membre du cirque
- Kazuko Yanaga : Nana
- Yoneko Matsukimu : Cayo
- Yoshito Yasuhara : Policeman

### Voix françaises
- Camille Donda : Mimiko
- Philippe Catoire : Papa Panda
- Dorothée Pousséo : Pandy
- Pauline Brunner : Tigry
- Gérard Surugue : Directeur du zoo, directeur du cirque
- Jérôme Pauwels : Employé du cirque
- Arthur Pestel : Grand frère
- Brigitte Virtudes : Mamie, marchande de fruits et légumes
- Boris Rehlinger : instituteur
- Cédric Dumond : policier
- Philippe Bozo : épicier, vendeur de tickets
- Karine Texier : cuisinière
- Jessica Barrier, Hermine Regnaut et Thomas Sagols : enfants

### Réalisation
À la suite du succès du premier film, Panda Petit Panda : Le Cirque sous la pluie est produit trois mois plus tard.

### Diffusion japonaise
Le film sort le 17 mars 1973, avant Gojira tai Megaro (Godzilla contre Megalon.)